# Kenilworth
Kenilworth é uma pequena cidade localizada na região central do Warwickshire, na Inglaterra. Em 2001, a cidade tinha uma população de 22.582 habitantes. Está situada a 10 km ao sul de Coventry e a 10 km ao norte de Warwick.

## Cidades-irmãs
- Bourg-la-Reine, Hauts-de-Seine, França
- Eppstein, Hesse, Alemanha